# Amigos da Terra - Amazônia Brasileira
A ONG Amigos da Terra - Amazônia Brasileira atua em território brasileiro desde 1989 promovendo o uso sustentável de produtos florestais, na prevenção do fogo, no atendimento a comunidades isoladas e na formulação e acompanhamento de políticas públicas. A entidade não é membro oficial da Federação Amigos da Terra Internacional.
Amigos da Terra - Amazônia Brasileira, Organização da sociedade civil de interesse público (OSCIP) reconhecida pelo Ministério da Justiça, existe desde 1989 e atua na promoção de interesses difusos, tais como direitos humanos, cidadania e desenvolvimento, a partir da valorização do capital natural. Atua nas políticas públicas, nos mercados, nas comunidades locais e no mundo da informação, por meio de atividades inovadoras, com foco prioritário, mas não exclusivo, na região amazônica.
A entidade é completamente independente. Participa de redes internacionais como BankTrack - que acompanha o setor financeiro e seus impactos sobre as pessoas e o planeta - e BICECA, na escala sul-americana, assim como mantém acordos de parceria com grupos da rede Friends of the Earth International em diversos países, porém sem qualquer vinculação formal.
Objetivos 
Implementar projetos e atividades que promovam o desenvolvimento sustentável do País, com especial foco na região amazônica e na valorização do patrimônio ambiental; 
Atuar na formulação, acompanhamento e discussão das políticas públicas para tutelar interesses difusos, com especial foco na proteção do meio ambiente; 
Estimular atividades econômicas sustentáveis dos pontos de vista ambiental e social.
Missão 
Proteger o planeta da degradação ambiental e reparar danos impostos ao meio ambiente pela atividade e negligência humanas; 
Preservar a diversidade ecológica, cultural e étnica; 
Estimular a participação pública e os processos de decisão democráticos, instrumentos vitais para a proteção do meio ambiente e para a administração responsável dos recursos naturais; 
Lutar pela justiça social, econômica e política e pela eqüidade no acesso aos recursos e oportunidades; 
Promover o desenvolvimento sustentável.
Projetos
- Informação e Diálogo na Sociedade Amazônica
- ECO-Finanças, amazonia.org.br
- Compradores de Produtos Florestais Certificados
- Manejo Florestal
- Balcão de Serviços para Negócios Sustentáveis Iniciativa Iniciativa Brasileira para Criação de um Sistema de Verificação da Atividade Agropecuária